# Szkoła Podstawowa im. Janiny Januszewskiej w Ciemnem
Szkoła Podstawowa im. Janiny Januszewskiej w Ciemnem (Zespół Szkolno-Przedszkolny im. Janiny Januszewskiej w Ciemnem) – państwowa szkoła podstawowa w Ciemnem.
W skład obwodu szkoły wchodzi część wsi Ciemne oraz miejscowości: Nowy Janków, Rżyska, Stary Janków.

## Historia
Jednoklasowa Publiczna Szkoła Powszechna w Ciemnem została założona 1 września 1910. Naukę początkowo prowadzono w pokojach wynajmowanych u lokalnych gospodarzy. W latach 1920–1928 kierowniczką szkoły była Janina Januszewska. W 1929 oddano do użytku budynek szkolny, działkę pod który przeznaczyła Janina i Aleksander Januszewscy. 40 000 cegieł uzyskano od właściciela cegielni Kronenberga w zamian za wydzierżawienie terenów mieszkańców wsi na polowania. Z początkiem roku szkolnego 1931/1932 podniesiono poziom organizacyjny, tworząc dwuklasową szkołę. W 1936 poświęcono pierwszy sztandar szkoły.
1 września 1945 szkoła wznowiła działalność po II wojnie światowej; ponownie pod kierownictwem Janiny Januszewskiej (w 1950 przeszła na emeryturę). W latach 1957–1959 rozbudowano placówkę i utworzono ośmioklasową szkołę. Z początkiem roku szkolnego 1974/1975 obniżono stopień organizacyjny do czterech klas, a z 1979/1980 do trzech klas.
1 września 1990 podniesiono stopień organizacyjny szkoły do sześciu klas. W 1993 placówkę przekształcono w Zespół Szkolno-Przedszkolny w Ciemnem. W 1995 oddano do użytku salę gimnastyczną i łącznik między nową salą a starym budynkiem; wyburzono także stary budynek szkolny. Od 1995 realizowano w szkole ośmioklasowy program. 20 czerwca 1997 oddano do użytku nowy budynek szkolny. Patronką placówki ustanowiono Janinę Januszewską oraz poświęcono nowy sztandar. 25 czerwca 1999 gościem na zakończeniu roku szkolnego był premier Jerzy Buzek. W latach 1999–2019, w związku z istnieniem w Polsce gimnazjów, szkoła w Ciemnem realizowała cykl sześcioklasowy. W 2002 oddano do użytku pracownię komputerową.

## Dyrektorzy
- 1910–1914 – Bolesław Sobkowicz
- 1914–1920 – Janina Białobrzeska
- 1920–1928 – Janina Januszewska
- 1928–19?? – Janina Szerszeń
- 19??–1932 – Władysław Jesień
- 1932–1937 – Henryk Wiśniewski
- 1937–1945 – Tadeusz Ciota
- 1945–1950 – Janina Januszewska
- 1950–1957 – Felicja Szumska
- 1957–1974 – Stanisława Pęska
- 1974–1990 – Helena Pyśkiewicz
- 1990–1992 – Bogumiła Żurawska
- 1992 – Bożena Pacek
- 1992– – Małgorzata Potęga-Koźlik
- Dorota Laszuk-Redman
- Marta Komsta

Źródło.

## Absolwenci
- Maciej Skowera(inne języki) – literaturoznawca